# Marek Łuszczyna
Marek Łuszczyna (ur. 1980 w Warszawie) – polski dziennikarz, reporter, pisarz. Pracował, m.in. dla „Dużego Formatu”, radiowej Trójki, „Życia Warszawy”, magazynów Press, Bluszcz i „Chimera”. 

## Życiorys
Jest absolwentem dziennikarstwa na Uniwersytecie Warszawskim. 
W 2004 roku znalazł się wśród laureatów konkursu na opowiadanie zorganizowanego przez tygodnik „Polityka”. Zostało ono opublikowane w zbiorze Pisz do Pilcha (Świat Książki, 2005). Zwyciężył również w konkursie na reportera ogłoszonym przez „Duży Format” oraz zdobył wyróżnienie na 7. Międzynarodowym festiwalu Opowiadania. 
W 2013 roku nakładem Wydawnictwa Naukowego PWN ukazała się jego książka Igły. Polskie agentki, które zmieniły historię. To opowieść o kobietach które pracowały dla polskiego, brytyjskiego i hitlerowskiego wywiadu. Autor przybliża sylwetki, m.in. Haliny Szymańskiej, Krystyny Skarbek i Władysławy Macieszyny. 
Fascynującym, ale też nierzadko budzącym kontrowersje bohaterkom, poświęcił także kolejny tom reportaży, pt. Zimne. Polki, które nazywano zbrodniarkami (Wydawnictwo Naukowe PWN, 2014). Przypomina w nim, m.in. losy Julii Brystigier, współtwórczyni aparatu bezpieczeństwa PRL, siostry Zdzisława Marchwickiego − Wampira z Zagłębia, ale też młodej anonimowej dziewczyny, która targnęła się na życie swojej matki. 
W 2017 roku ukazała się jego kolejna książka pt. Mała zbrodnia. Polskie obozy koncentracyjne (Znak Horyzont). To przez lata przemilczana historia ludzi (Ślązaków, żołnierzy wyklętych, więźniów politycznych) przetrzymywanych i torturowanych w ośrodkach tworzonych na bazie nazistowskiej infrastruktury obozowej. 
W 2017 roku autor za ten reportaż był nominowany do Nagrody Newsweeka im. Teresy Torańskiej. W 2018 roku został jednym z pięciu finalistów Nagrody im. Ryszarda Kapuścińskiego za reportaż literacki.
W 2021 roku nakładem wydawnictwa ZNAK Horyzont ukazali się Nocni Myśliwi. Autor opisał w niej niedocenianą, a nawet nieznaną rolę sześciu polskich lotników w tzw. wielkiej ucieczce z obozu jenieckiego Stalag Luft III w Żaganiu w marcu 1944 roku.